# الحرية (دير الزور)
الحرية قرية سورية تتبع ناحية مركز البوكمال في منطقة البوكمال في محافظة دير الزور. بلغ عدد سكانها 348 نسمة في عام 2004 حسب إحصاء المكتب المركزي للإحصاء.